# Liste der Baudenkmäler in Schechen
Auf dieser Seite sind die Baudenkmäler in der oberbayerischen Gemeinde Schechen zusammengestellt. Diese Tabelle ist eine Teilliste der Liste der Baudenkmäler in Bayern. Grundlage ist die Bayerische Denkmalliste, die auf Basis des Bayerischen Denkmalschutzgesetzes vom 1. Oktober 1973 erstmals erstellt wurde und seither durch das Bayerische Landesamt für Denkmalpflege geführt wird. Die folgenden Angaben ersetzen nicht die rechtsverbindliche Auskunft der Denkmalschutzbehörde.

## Baudenkmäler nach Gemeindeteilen

### Schechen
| Lage                             | Objekt                                                | Beschreibung | Akten-Nr.    | Bild           |
| -------------------------------- | ----------------------------------------------------- | --- | ------------ | -------------- |
| Bahnhofstraße 5 (Standort)       | Ehemaliges Stationsgebäude                            | Zweieinhalbgeschossiger gegliederter Putzbau mit flachem Walmdach und gleisseitigem Vordach, spätklassizistisch, um 1880.                                                            | D-1-87-142-8 | weitere Bilder |
| Blumenstraße 1 (Standort)        | Katholische Pfarrkirche St. Margaretha                | Kleiner spätgotischer Saalbau mit eingezogenem Chor und westlichem Dachreiter mit Zwiebelhaube, um 1470, Barockisierung drittes Viertel 17. Jahrhundert, Turm 1698; mit Ausstattung. | D-1-87-142-6 | weitere Bilder |
| Rosenheimer Straße 13 (Standort) | Ehemaliges Schloss, seit 1978 Rathaus, zuvor Gasthaus | Dreigeschossiger Bau mit steilem Krüppelwalmdach und zwei über Eck gestellten Erkern am Obergeschoss, zweite Hälfte 16. Jahrhundert                                                  | D-1-87-142-7 | weitere Bilder |

### Berg
| Lage              | Objekt                | Beschreibung | Akten-Nr.     | Bild |
| ----------------- | --------------------- | --- | ------------- | ---- |
| Berg 1 (Standort) | Ehemaliges Bauernhaus | mit Widerkehr, Einfirstanlage, unverputzter Backsteinbau mit an der Westseite abgewalmtem Satteldach, befenstertem Kniestock, Giebellaube, im Kern Mitte 19. Jh., 1903 Umbau und Neubau eines Wirtschaftsteils mit Hochtenne | D-1-87-142-10 | BW   |

### Hochstätt
| Lage                   | Objekt                             | Beschreibung | Akten-Nr.    | Bild           |
| ---------------------- | ---------------------------------- | --- | ------------ | -------------- |
| Innstraße 2 (Standort) | Katholische Filialkirche St. Vitus | Spätgotischer Saalbau mit leicht eingezogenem Chor und nördlichem Sattelturm, zweite Hälfte 15. Jahrhundert, Turm bezeichnet mit „1488“, Regotisierung nach 1850, Verlängerung um zwei Joche 1923; mit Ausstattung. | D-1-87-142-1 | weitere Bilder |

### Marienberg
| Lage                    | Objekt                                     | Beschreibung | Akten-Nr.    | Bild           |
| ----------------------- | ------------------------------------------ | --- | ------------ | -------------- |
| Marienberg 6 (Standort) | Katholische Filialkirche Mariä Heimsuchung | Spätgotischer Saalbau mit Dreiseitschluss und Nordturm mit Spitzhelm, zweite Hälfte 15. Jahrhundert, Sakristei 1720; mit Ausstattung. | D-1-87-142-2 | weitere Bilder |

### Pfaffenhofen am Inn
| Lage                    | Objekt                                 | Beschreibung | Akten-Nr.    | Bild           |
| ----------------------- | -------------------------------------- | --- | ------------ | -------------- |
| Kirchgasse 1 (Standort) | Pfarrhaus                              | Zweigeschossiger Massivbau mit Mansardwalmdach und geschweiftem Giebelaufsatz, erbaut von Johann Achleitner, 1790.                                      | D-1-87-142-4 | weitere Bilder |
| Kirchgasse 3 (Standort) | Katholische Pfarrkirche St. Laurentius | Barocker Saalbau mit eingezogenem Chor und Westturm mit Spitzhelm, von Hans Mayr, 1708/09, Sakristei von Wolfgang Dientzenhofer, 1731; mit Ausstattung. | D-1-87-142-5 | weitere Bilder |